# Wenzel Dientzenhofer
Wenzel Dientzenhofer, S.J. (* 25. Januar 1750 in Prag, Königreich Böhmen; † 25. August 1805 ebenda) war ein böhmischer Jesuit, Rechtsgelehrter und Geschichtsforscher.

## Herkunft und Werdegang
Wenzel Dientzenhofer entstammte der oberbayerischen Baumeisterfamilie der Dientzenhofer. Sein Vater war der Architekt Kilian Ignaz Dientzenhofer. 1765 trat Wenzel in den Jesuitenorden ein und studierte an der Jesuitenuniversität in Olmütz und an der Karls-Universität in Prag. Danach wirkte er als Lateinlehrer in Iglau.
Nach der Aufhebung des Jesuitenordens 1773 promovierte er 1777 zum Dr. phil. in Olmütz und 1779 zum Dr. jur. an der Universität Wien. 1780 erfolgte die Ernennung zum Professor des Allgemeinen Staats- und Völkerrechts an der Universität Innsbruck. Nach deren Auflösung 1782 wurde er als Professor für Staats- und Völkerrecht an die Prager Universität versetzt.

## Werke
- Dissertatio de decimis (1779)
- Achtundzwanzig genealogische Tafeln der böhmischen Fürsten, Herzöge und Könige, durch Anmerkungen erläutert, nebst der chronologischen Tafel der böhmisch-mährischen Fürsten und Markgrafen (1805)